# Aeroporto de Hanôver
O Aeroporto de Hanôver (em alemão: Flughafen Hannover) (IATA: HAJ, ICAO: EDDV) é um aeroporto localizado na cidade de Langenhagen e que serve principalmente à cidade Hanôver, capital do estado da Baixa Saxônia, na Alemanha,